# Estação Narvskaia
Narvskaia (em russo:  На́рвская) é uma das estações da linha Kirovsko-Vyborgskaia (Linha 1) do metro de São Petersburgo, na Rússia. Estação «Narvskaia» está localizada entre as estações «Baltiiskaia» (ao norte) e «Kirovskii Zavod» (ao sul).